# Avellaneda (partido)
Pour les articles homonymes, voir Avellaneda (homonymie).
Le partido d'Avellaneda est une subdivision de la province argentine de Buenos Aires. Fondé en 1852, son chef-lieu est Avellaneda.
Le partido fait partie du groupe des 24 partidos de la Province de Buenos Aires constituant le Grand Buenos Aires avec la capitale fédérale.